# 大橋秀一郎
大橋 秀一郎（おおはし しゅういちろう、1918年8月7日 - 2006年1月20日）は、日本の経営者。蝶理社長を務めた。

## 来歴・人物
京都府京都市出身。1941年に大阪商科大学を卒業し、同年に蝶理に入社。1948年に取締役に就任し、1958年に常務、1964年に専務を経て、1969年3月に副社長に就任し、1970年5月には社長に昇格。1975年5月から相談役を務めた。1983年6月には家政学園理事長に就任。
2006年1月20日心不全のために死去。87歳没。